# 문원영화

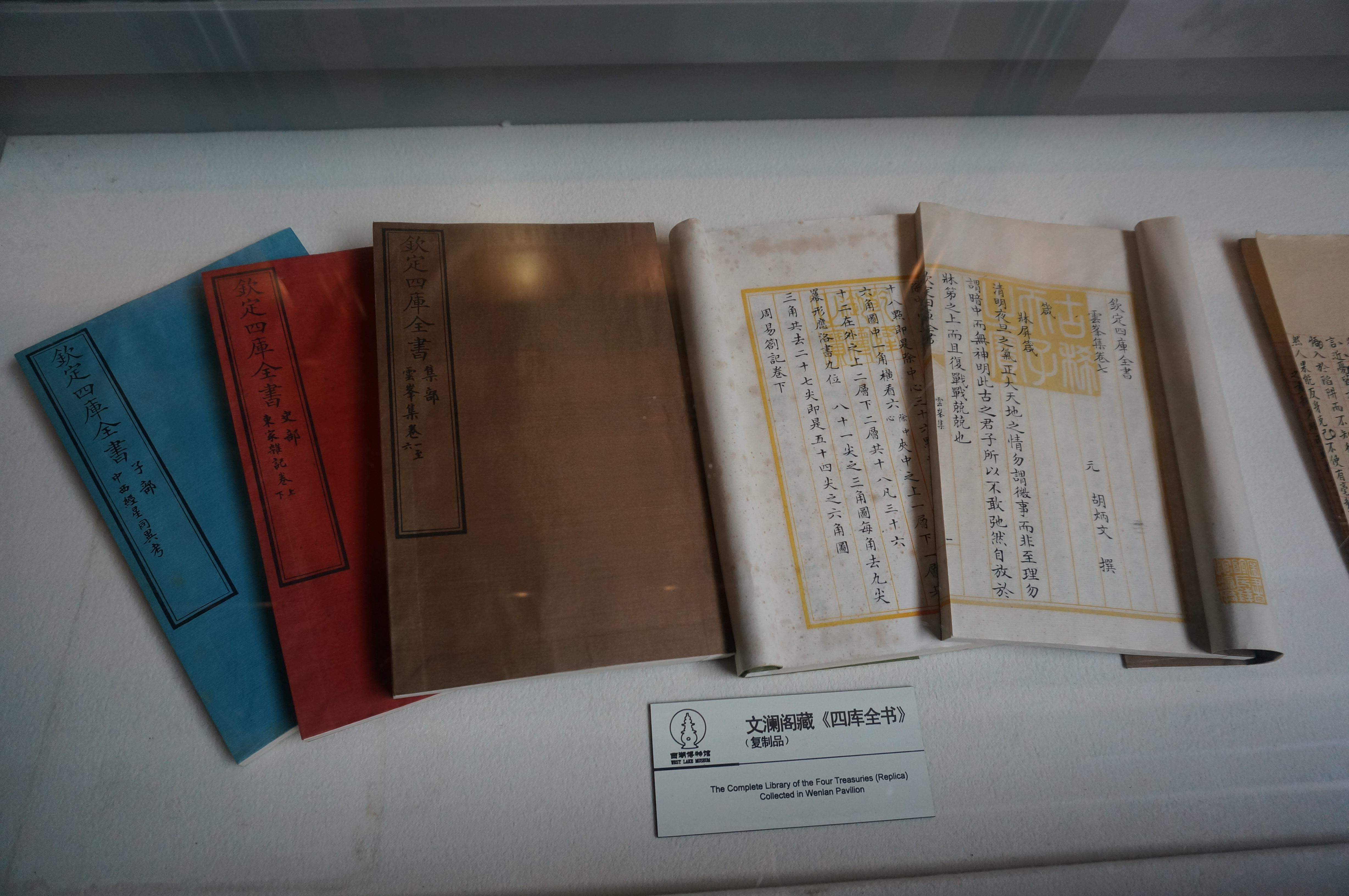

《문원영화》(文苑英華)는 중국 북송(北宋) 시대에 성립된 시문집이다. 《태평광기》(太平廣記) · 《태평어람》(太平御覽) · 《책부원구》(冊府元龜)와 함께 송사대서(宋四大書)로 꼽힌다.
태종(太宗)의 칙명으로 이방(李昉), 호몽(扈蒙), 서현(徐鉉), 송백(宋白) 등 17명이 태평흥국(太平興國) 7년(982년)부터 편찬을 시작했고, 후에 태종은 다시 소이간(蘇易簡), 왕우(王祐), 범고(范杲), 송식(宋湜) 및 송백 등에게 찬수를 명해서 옹희(雍熙) 3년(986년)에 초고가 완성되어 이듬해 완료되었다. 전1000권에 목록만 50권에 달한다.

## 개요
남조(南朝) 양(梁) 시대의 《문선》(文選)의 뒤를 잇는 것으로 양 말기에서 당(唐) 말기, 오대(五代)에 이르는 약 2,200인, 2만 3백여 수에 가까운 시문을 중심으로 채록하였으며, 《문선》(文選)을 모방하여 문체에 따라 부(賦), 시(詩), 가행(歌行), 잡문(雜文), 조고(詔誥), 서판(書判), 표소(表疏), 비지(碑誌) 등 55류(38류라고도)로 분류하였다. 수록된 시문의 9할은 당대의 것으로, 많은 사람들이 모여 단기간에 완성한 것이다보니 오자・탈자・중복・전도 등의 잘못도 적지 않은데, 현존하지 않는 문헌도 다수 포함하고 있으며 당대의 문헌을 보존하고 있다는 점에서 높은 평가를 받는다. 명(明), 청(淸) 시대에 편찬된 《고시기》(古詩紀), 《전당시》(全唐詩) 등은 대개 본서에 수록된 작품을 재수록했다고 해도 과언이 아니며, 현존하는 시문집의 교정에도 이용되고 있다.
앞서 말한 것과 같은 오자 및 탈자의 문제 제기에 따라 진종(眞宗) 경덕(景德) 4년(1007년)에 다시 번잡한 부분과 빠진 부분을 중수하고, 대중상부(大中祥符) 2년(1009년)에 칙명으로 다시 석대문(石待問), 장병(張秉), 설영(薛映), 척륜(戚綸), 진팽년(陣彭年) 등에게 다시 교감하게 했다. 북송이 멸망한 뒤에도 남송(南宋) 가태(嘉泰) 4년(1204년)에 자주 간행되었는데 지금 남아있는 판본은 대개 이 무렵에 교감되었다. 송본(宋本)으로써 현존하는 것은 140권이고, 나머지 860권은 명 융경(隆慶) 원년(1567년)의 간본을 포함해, 남송 팽숙하(彭叔夏)의 《문원영화변증》(文苑英華辯証)과 청조 노격(勞格)의 《문원영화변증습유》(文苑英華弁証拾遺), 작자와 성명 색인을 붙여 1966년에 중화서국(中華書局)에서 영인본으로 출판하였다(2003년에 재영인. ISBN 7101008070).
한국에는 고려 선종(宣宗) 2년(1085년) 송에서 철종(哲宗)이 즉위하자, 호부상서(戶部尙書) 김상기(金上琦)와 예부시랑(禮部侍郞) 최사문(崔思文), 공부상서(工部尙書) 임개(林槩)와 병부시랑 이자인(李資仁)을 각각 조위사와 하등극사로 임명하여 송에 파견해, 형법(刑法) 관련 문서와 함께 《태평어람》과 《개보통례》(開寶通禮), 《문원영화》의 구매를 청했지만 송에서는 《문원영화》만 주었다고 한다(《송사》고려열전 · 《문헌통고》).
조선 초 세종(世宗)은 각 도의 감사(監司)에게 도내 민가에 《문원영화》를 소장한 사람이 있으면 전질이 아니라도 상관없으니 일일이 찾아가서 거두어 오라는 명을 내렸고, 중종(中宗) 31년(1536년) 성절사(聖節使)로 명에 파견되었다 돌아온 송겸(宋㻩)은 《문원영화》의 필사본 1질을 은(銀) 25냥에 통사(通事)들의 잡물(雜物)을 값으로 치르고 사왔는데, 원래는 은 50냥에 달하는 것을 에누리한 가격으로 그나마도 모두 오자와 착간(錯簡) 투성이라 간행할 수 없었다고 한다. 해당 책의 인쇄본이 당시 명에서도 이미 구하기 어려웠던 데다 운남(雲南)에서 발견된 《문원영화》한 질도 명의 조정에서는 은 13냥을 값으로 치르고 사왔었다는 명 사신의 전문(傳聞)을 《중종실록》은 적고 있다.

## 같이 보기
- 문관사림(文官詞林)
- 정법사(定法師) - 본서 권161 지부(地部)3 고석오수(孤石五首)에 실린 그의 오언율시 작품 「영고석」(詠孤石)은 한국의 오래된 한시 가운데 하나로 꼽힌다.
- 아베노 나카마로 - 본서 권296에, 견당사로서 당에서 비서감(秘書監)을 지냈던 그가 귀국전에 지은 이별의 시 「함명사본국」(銜命使本國)이 실려 있다.